# Brotéria
Brotéria est une revue mensuelle portugaise de « christianisme et culture ». Fondée en 1902 au collège Saint Fidèle (à Louriçal do Campo (pt)) elle est dirigée par un ensemble d'organisations portugaises liées à la Compagnie de Jésus.

## Histoire
Au départ appelée ‘Revista de Ciências Naturais do Colégio de São Fiel’ et dirigée par les pères jésuites Joaquim da Silva Tavares, Carlos Zimmerman et Cândido Mendes, la revue prend le nom de Brotéria, en hommage au naturaliste Félix de Avelar Brotero (1744-1829). 
En 1907 la revue est réorganisée et passe à une triple publication : une ‘Série botanique', un deuxième ‘Série zoologique’ et la troisième de ‘Vulgarisation scientifique’. 
En 1925 la troisième collection (de vulgarisation scientifique) élargit son champ de publication et devient une revue de culture générale sous le titre de ‘Revista de cultura geral’. 
En 1932 les deux séries scientifiques fusionnent pour devenir une revue de Sciences Naturelles. À partir de 1980 la série scientifique est publiée  par la Société portugaise de la Génétique dont elle est l’organe officiel : elle prend le titre de Brotéria Génética.